# 吸収係数
吸収係数（きゅうしゅうけいすう、英: absorption coefficient）または吸光係数（きゅうこうけいすう）とは光がある媒質に入射したとき、その媒質がどれくらいの光を吸収するのかを示す定数。長さの逆数の次元を持つ。ランベルト・ベールの法則に従えば、媒質をある距離通過した光の強度と入射した光の強度の比の対数（吸光度）は、通過距離と比例関係にあり、その比例係数を吸収係数と呼ぶ。
記号としては自然対数の形式ではα、常用対数の形式ではβを用いる場合が多い。また、溶液などの吸収を観測する場合、αまたはβを溶液の単位モル濃度で規格化したモル吸光係数εが用いられる。
音波についても同様に、音波吸収係数などの概念が用いられる。

## 定義
媒質に入射する前の光の強度をI0 としたとき、入射後の光の強度I はランベルト・ベールの法則から吸収係数α、βおよびεを用いて以下の式で示される。
{\displaystyle I=I_{0}e^{-\alpha x}=I_{0}10^{-\beta x}=I_{0}10^{-\epsilon cx}}
ここでxは媒質の距離、c は溶液のモル濃度である。したがって、
{\displaystyle \alpha =-{\frac {1}{x}}\ln {\frac {I}{I_{0}}},\quad \beta =-{\frac {1}{x}}\log _{10}{\frac {I}{I_{0}}},\quad \epsilon =-{\frac {1}{cx}}\log _{10}{\frac {I}{I_{0}}}}
となる。

## 吸光度との関係
吸光度A = -log10(I /I0 ) をこれらの式を用いて表すと、
{\displaystyle A=0.434\alpha x=\beta x=\epsilon cx}
となる。ここで、0.434 = log10e である。